# Peter Henrici
Peter Henrici   (Basilea, 13 de setembre de 1923 - Zúric, 13 de març de 1987) va ser un matemàtic suís.

## Vida i obra
Henrici va néixer a Basilea, fill d'un advocat. En acabar els estudis secundaris va ingressar a la universitat de Basilea per estudiar dret, però només hi va estar dos anys. En acabar la Segona Guerra Mundial, es va matricular al Politècnic Federal de Zuric on es va graduar en enginyeria el 1948 i es va doctorar en matemàtiques el 1952.
El 1951 va marxar als Estats Units on va treballar els primers anys simultàniament a la Universitat Americana de Washington DC i a l'Institut Nacional d'Estàndards i Tecnologia, fins al 1956 quan va ser nomenat professor a UCLA. El 1962 va tornar al seu país i va ser professor de l'ETH Zürich fins a la seva mort, després d'una llarga malaltia, el 1987. El 1985 també havia estat nomenat professor distingit de la universitat de Carolina del Nord a Chapel Hill.
Henrici va publicar onze llibres i més de vuitanta articles científics. El seu tractat més conegut va ser Applied and Computational Complex Analysis, publicat en tres volums els anys 1974, 1977 i 1986. El seu camp de recerca va ser l'anàlisi numèrica i les seves aplicacions, en el qual va proposar mètodes notables, a més de ser un bon professor amb un gran nombre d'estudiants doctorals.